# Telemetria

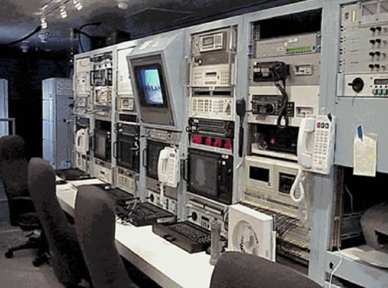
Mobilny system telemetryczny w Wallops Flight Facility, NASA

Telemetria (z gr. tēle 'daleko' i métron 'miara') – dziedzina telekomunikacji zajmująca się technikami przesyłu wartości pomiarowych na odległość. Polega ona zazwyczaj na umieszczaniu w terenie urządzeń, które dokonują pomiaru wybranej wielkości, oraz automatycznej transmisji zebranych danych, drogą przewodową lub bezprzewodową, do centrali. Do przesyłania wyników pomiarów używa się układów radiowych, modemów, Internetu oraz sieci telefonii komórkowej. 
Telemetria znajduje zastosowanie w wielu działach gospodarki, m.in.:
- do elektronicznego badania zachowań widowni telewizyjnej;
- do automatycznego zbierania danych potrzebnych do dystrybucji i sprzedaży rozmaitych towarów masowych (gaz, prąd elektryczny, itp.);
- do zbierania danych o ruchu drogowym, morskim i lotniczym;
- do zbierania danych naukowych – np. danych sejsmologicznych, klimatycznych czy ekologicznych[1][2];
- do zbierania danych z przebiegu sterowania w systemach automatyki przemysłowej (np. rozproszone sterowanie PLC i wizualizacja danych SCADA).

## Zastosowanie telemetrii
Zasadniczym zastosowaniem telemetrii jest monitoring urządzeń w energetyce, przedsiębiorstwach wodno-kanalizacyjnych, sondażach oglądalności telewizyjnej, kontroli pojazdów i temu podobnych zastosowaniach. Mierzone tam wielkości są zamieniane na inne (zwykle na sygnały elektryczne) w przetwornikach pomiarowych. Jako medium, do przesyłania sygnałów są wykorzystywane przewody miedziane, światłowody, łącza radiowe, GPRS itp.
Obecnie nowoczesne systemy telemetryczne spełniają następujące zadania:
1. Rejestrują wyniki pomiarów;
2. Obliczają wartości średnie oraz udostępniają parametry związane z dokładnością;
3. Opracowują wyniki pomiarów, określają wskaźniki oraz porządkują je;
4. Generują sygnały przeznaczone do regulacji, ostrzegawcze itd.;
5. Dostarczają danych o aktualnej wartości wielkości mierzonej lub kontrolowanej.

Rozróżnia się trzy podstawowe grupy systemów telemetrycznych:
1. Jednokanałowe – umożliwiają równoczesny pomiar tylko jednej wielkości;
2. Wielokanałowe – umożliwiają równoczesny pomiar kilku wielkości;
3. Selektywne – umożliwiają pomiar kilku wielkości, lecz nierównocześnie.

Ze względu na rodzaj zastosowanych przetworników istnieje następujący podział systemów telemetrycznych:
1. Częstotliwościowe,
2. Napięciowe lub prądowe;
3. Logarytmiczne napięciowe lub prądowe;
4. Dyskretne,
5. Czasowe.

## Telemetria dwustronna
Telemetria dwustronna umożliwia pełną kontrolę nad ustawieniami np. pojazdów (przełożeń skrzyń biegów, obrotów silnika), która odbywa się na zewnątrz tych pojazdów. Obecnie taka kontrola jest zakazana w Formule 1.

## Budowa urządzeń telemetrycznych
Nowoczesne liczniki elektroniczne tworzone są na zasadzie zaawansowanych elektronicznych przetworników pomiarowych prądu i napięcia oraz na bazie zaawansowanych procesorów. Zazwyczaj posiadają wyświetlacz LCD dający pogląd na mierzone wartości w trybie cyklicznym lub krokowym. Warunkiem koniecznym jest również posiadanie zintegrowanego interfejsu komunikacyjnego pozwalającego na łączenie ich w system zdalnego odczytu danych. Często mamy do nich dostęp za pomocą przeglądarki na desktopie i urządzeniach mobilnych.

## Przykłady zastosowań telemetrii

### Dystrybucja towarów
Jedna z firm dostarczających instalacje i sam gaz płynny dla odbiorców indywidualnych montuje urządzenie mierzące zużycie i poziom gazu w przydomowym zbiorniku. Odbiorca płaci za gaz zużyty w danym miesiącu, a nie za cały zbiornik gazu zaraz po dostawie. Firma może przewidywać konieczność dostawy gazu i optymalizować trasę cysterny rozwożącej gaz.

### Elektroniczne badanie widowni telewizyjnej
W wylosowanych gospodarstwach domowych zamontowane są telemetry podłączone do sprzętu telewizyjnego, które rejestrują czas włączenia i wyłączenia telewizora oraz identyfikator odbieranej stacji. Badanie dotyczy również telewidzów: przy pomocy specjalnego pilota telewidz przedstawia się i informuje system, że właśnie zaczął lub skończył oglądać program. Zgromadzone informacje transmitowane są zazwyczaj poprzez modem telefoniczny do centrum obliczeniowego.
Umożliwia to zbieranie następujących informacji:
- udziału w rynku poszczególnych stacji telewizyjnych,
- analizy oglądalności programów,
- profili demograficznych telewidzów w odniesieniu do programów telewizyjnych i stacji,
- analizy dotarcia kampanii reklamowych.

### Monitoring oddalonych obiektów sterowanych automatycznie
Za pomocą modułów telemetrycznych pracujących w sieci GSM wysyłane są dane pomiędzy oddalonymi obiektami a stacją nadzorująco-kontrolną. Dane służyć mogą celom statystycznym lub być wykorzystywane do sterowania w systemie automatyki przemysłowej. Przykładem może być system monitoringu przepompowni ścieków komunikujących się z oczyszczalnią ścieków pracującą w tym samym systemie kanalizacyjnym. Operatorzy mogą otrzymywać informacje o stanach nieprawidłowej pracy (np. awarii pomp) albo wymaganej kontroli (czas pracy urządzeń), bądź pracy urządzeń wykonawczych i diagnozować usterkę kanalizacji na podstawie ciągłego napływu ścieków, bądź ich braku. Innym przykładem zastosowania telemetrii jest system monitoringu automatów sprzedających. Dzięki zastosowaniu modemów telemetrycznych możliwa jest kontrola inwentarza automatu w czasie rzeczywistym lub zdalna diagnostyka.